# ビビッドアーミー
『ビビッドアーミー』は、ゲームポータルサイト「G123.jp」より配信されているブラウザゲーム。2019年3月25日開始。ゲームジャンルはリアルタイムストラテジー。

## 概要
本作は、 白鯨研究院（IT企業の海外進出を専門に取り扱う日本の市場調査会社）のデータによると、中華人民共和国のゲーム開発会社である江娯互動科技有限公司（江牛インタラクティブ、本社：北京）が開発したゲーム『世界争霸』（中国版）、『Top War』（グローバル版）を日本語版化し、日本のゲームポータルサイト「G123.jp」（日本のCTW株式会社が運営）で提供しているブラウザ・アプリゲームである。
プレイヤーは司令官として自軍を強化していく。特徴的なシステムとして、同じ兵士同士を繋げてワンランク上の兵士にする「合体」システムがある。
2020年1月30日時点でプレーヤー数は1000万を突破している。

## システム
ゲームシステムは『トラビアン』などのようなリアルタイムストラテジー。拠点内で施設を建造、兵士を育成、資源を採取、他のプレイヤーとの同盟や戦闘などを繰り返すことで自軍を強化していく。兵士や施設を合体させて強化できる「合体強化システム」が特徴的とされる。
パートは「世界」と「基地」に分けられている。
- 自分を含め、他プレイヤーや敵が点在している『世界』エリア
- 自拠点の発展を行える『基地』エリア

広告でメインに押し出されている美少女のキャラクターは英雄として実装されている。
英雄はバトルの際のバフ機能や資源収集の効率化のために使用する。各英雄にはスキル設定がされており、スキルを強化することでバフ効果を高めていくことができる。
課金やイベントに参加したりする事によって基地スキン、基地エフェクトや進軍スキンを獲得することができる。基地スキン、基地エフェクト、進軍スキンなどは見た目を変える他に、特殊能力、バフ効果がついているものも存在している。また、イベントなどで手に入るネームプレートで装飾ができる。
基地内には装飾物と呼ばれるものを置くことができる。これらはイベントや課金で獲得でき、特殊能力やバフ効果がついているものも存在している。
チャットでは初期から使えるスタンプの他に、基地で使えるスタンプ、課金やイベントで獲得可能なチャット専用スタンプ、フレームを使用することができる。

## コミカライズ
- ビビッドアーミー（作画：山葵るお、ストーリー：千鳥雷夜、原作：CTW）
- びびっど4こまげきじょう（作画：YaA、ストーリー：千鳥雷夜、原作：CTW）

上記が、「Kindleストア」や「Kobo」を含む複数のサイト や、運営会社のCTWによる新たな電子コミックサイト「G123マンガ」 で単話ずつの配信連載がされた後、本編と『びびっど4こまげきじょう』を併録した電子書籍の単行本が発売。キャラクター・制服のコミカライズ用設定画も収録。

## TOPWARとの関係
前述の通りゲームシステムが同じためサーバは異なっているがTOPWARサーバー、ビビッドアーミーサーバーのプレイヤー同士が戦うことも多い。そのため、ビビッドアーミーには独自もコンテンツが存在せず、TOPWARサーバーと共通している(コンテンツの名称は異なっている。)

## 広告
2021年1月からYouTuberのヴァンゆんチャンネルとのコラボCMが流されていた。
過去には和道巧や星守紗凪らが出演したCMが流れていた。
2021年6月と8月には日向坂46とのコラボとCMが放送された。CMには「君しか勝たん」、「世界にはThank you!が溢れている」が使われていた。
同年11月にキン肉マンと格闘家の朝倉海とのコラボCMが放送がされた。
2024年3月にアイドルグループ僕が見たかった青空とコラボしている。

### 広告に対する苦情
「どこのサイトでもビビッドアーミーのバナー広告が頻繁に表示されて邪魔」や「広告の内容と実際のゲーム内容がまったく異なる」「実際のゲームとは関係ない、過度に性的な広告が表示される」といった苦情が多くあり、これについて弁護士の笠木貴裕は、景品表示法の「優良誤認表示」や「おとり広告に関する表示」にあたる可能性を指摘している。
2023年9月にイラスレーターの石恵が、似たAIイラストを広告に使用されたとして訴訟を起こし、その後和解に至った。

## コラボレーション
過去に以下の作品などとコラボレーションが行われている。
1. デート・ア・ライブ
2. この素晴らしい世界に祝福を!(2回)
3. かつて神だった獣たちへ
4. 進撃の巨人（2回）
5. ゴジラ
6. 七つの大罪
7. ニコニコ動画（164）
8. とある科学の超電磁砲T（2020年4月30日‐5月13日）、（2021年9月30日-10月6日）
9. ボカロ　（烏屋茶房、さつき が てんこもり）
10. TERRA FORMARS　(2020年6月11日-6月24日)
11. ULTRAMAN×攻殻機動隊 SAC 2045（2020年7月9日 - 7月22日）
12. エガちゃんねる（2020年7月24日 - 8月31日）
13. 宇宙戦艦ヤマト2202 愛の戦士たち（2020年8月）（2回）
14. ゆにクリエイト、にじさんじ
15. 銀河英雄伝説
16. 魔法少女まどか☆マギカ
17. マリア大魔王への道（2020年8月）[注釈 1]
18. 約束のネバーランド
19. こちら葛飾区亀有公園前派出所
20. ウルトラシリーズ
21. バキ
22. 北斗の拳
23. ガールズ&パンツァー
24. マクロスΔ
25. SSSS.DYNAZENON、SSSS.GRIDMAN
26. Fairy蘭丸〜あなたの心お助けします〜
27. キン肉マン
28. 幽☆遊☆白書
29. Peel the Apple
30. 新世紀エヴァンゲリオン（2回）
31. パシフィック・リム
32. 人間不信の冒険者たちが世界を救うようです（2023年7月）
33. G.I.ジョー
34. カンフーパンダ[注釈 2]